# TransAsia Airways
TransAsia Airways (復興航空T, 复兴航空S, fùxīng hángkōngP) era una compagnia aerea con base a Taipei, a Taiwan. Inizialmente focalizzata sui voli domestici pantaiwanensi, la compagnia operava 15 voli internazionali che collegano Taiwan al sud-est asiatico e al nord-est del continente. La compagnia ha cessato tutte le operazioni di volo il 22 novembre 2016, dopo che la stessa sorte era toccata alla controllata V Air poco meno di due mesi prima.

## Storia
TransAsia venne fondata nel 1951 come prima compagnia aerea civile privata di Taiwan, e iniziò ad operare voli sulla rotta Taipei-Hualien-Kaohsiung-Taitung. Offriva anche servizi e assistenza di terra per le compagnie aeree straniere che volavano a Taiwan.
I collegamenti vennero sospesi nel 1958 quando la direzione dell'azienda decise di concentrare le attività sul servizio di agenzia. Nello stesso anno l'azienda iniziò a concentrarsi sui servizi di catering per le compagnie aeree.
I voli ripresero 1988 con collegamenti domestici, dopo 30 anni di assenza dal mercato. Nel 1991, il primo ATR 72 entrò a far parte della compagnia aerea. Nel 1992, TransAsia si dedicò anche a servizi charter per destinazioni internazionali, tra le quali Laoag, Manila, Cebu, Phnom Penh, Surabaya, Yangon, Phuket, Danang e Manado. L'Airbus A320 entrato in flotta, divenne il primo jet della compagnia aerea.
I primi voli di linea internazionali iniziarono nel 1995 con voli verso Macao e Surabaya.
Nei primi mesi del 2012, venne annunciato che la compagnia aerea stava prendendo in considerazione di ordinare alcuni Airbus A380 per facilitare l'espansione negli Stati Uniti.
Nel 2014 e nel 2015, la compagnia fu protagonista di due incidenti gravi, rispettivamente il Volo TransAsia Airways 222 e il Volo TransAsia Airways 235, nei quali persero la vita decine di persone. L'incapacità di risollevarsi economicamente da questi due terribili incidenti ha portato la compagnia a cessare tutte le operazioni di volo il 22 novembre 2016.

### V Air

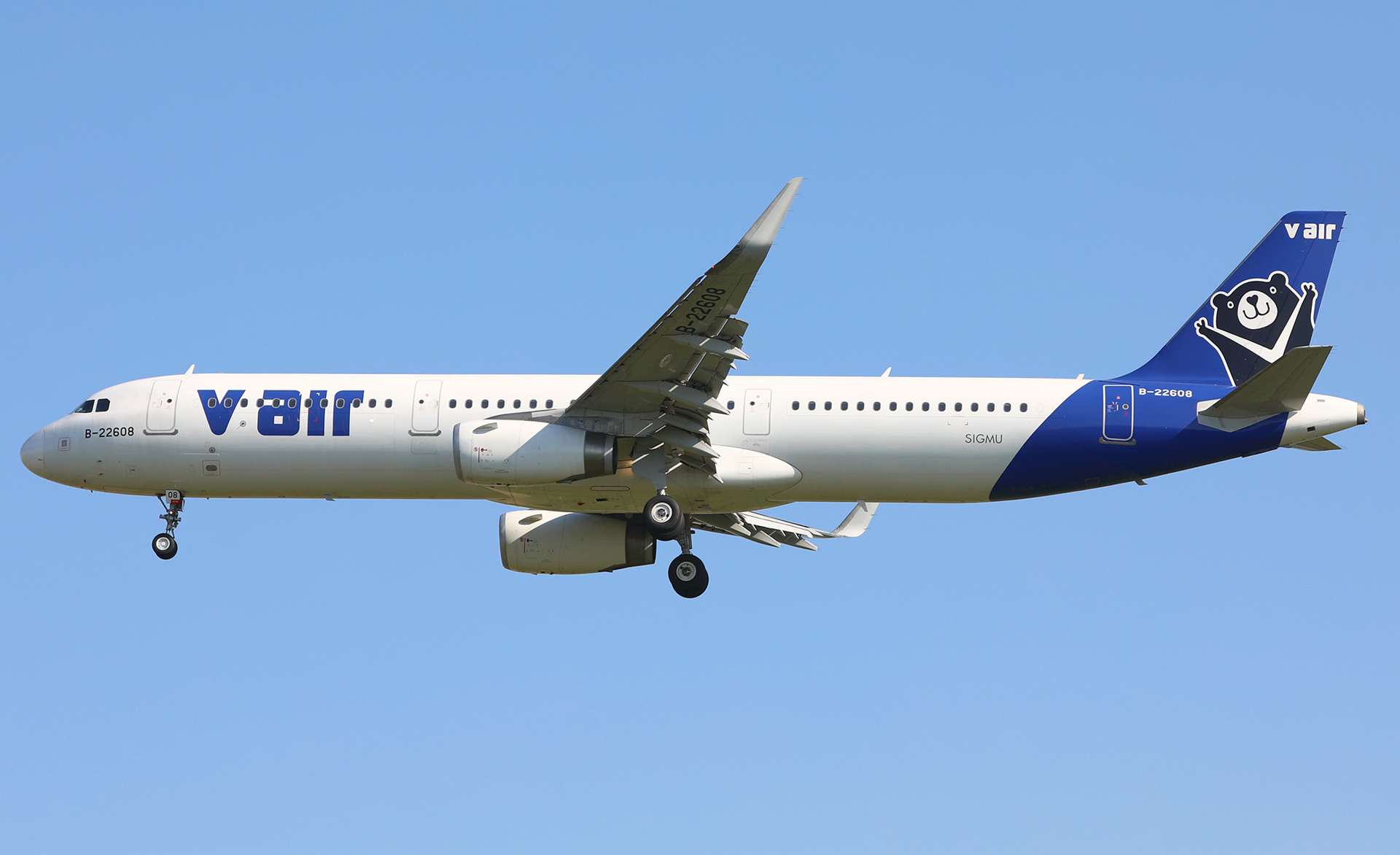
Un Airbus A321-200 di V Air.

Nel gennaio 2014, la compagnia aerea annunciò l'intenzione di lanciare una compagnia aerea sussidiaria a basso costo, la V Air, che concentrerà i voli sul nord-est asiatico a partire dal 2015. V Air iniziò le operazioni di volo il 17 dicembre 2014 operando voli internazionali dall'Aeroporto di Taipei-Taoyuan verso la Thailandia, la Cambogia, il Giappone e la Corea del Sud. A seguito della crisi finanziaria di TransAsia Airways, che la controllava al 100%, cessò tutte le operazioni di volo il 1º ottobre 2016. In tale data, la flotta era composta da 2 Airbus A320 e 2 Airbus A321.

## Flotta

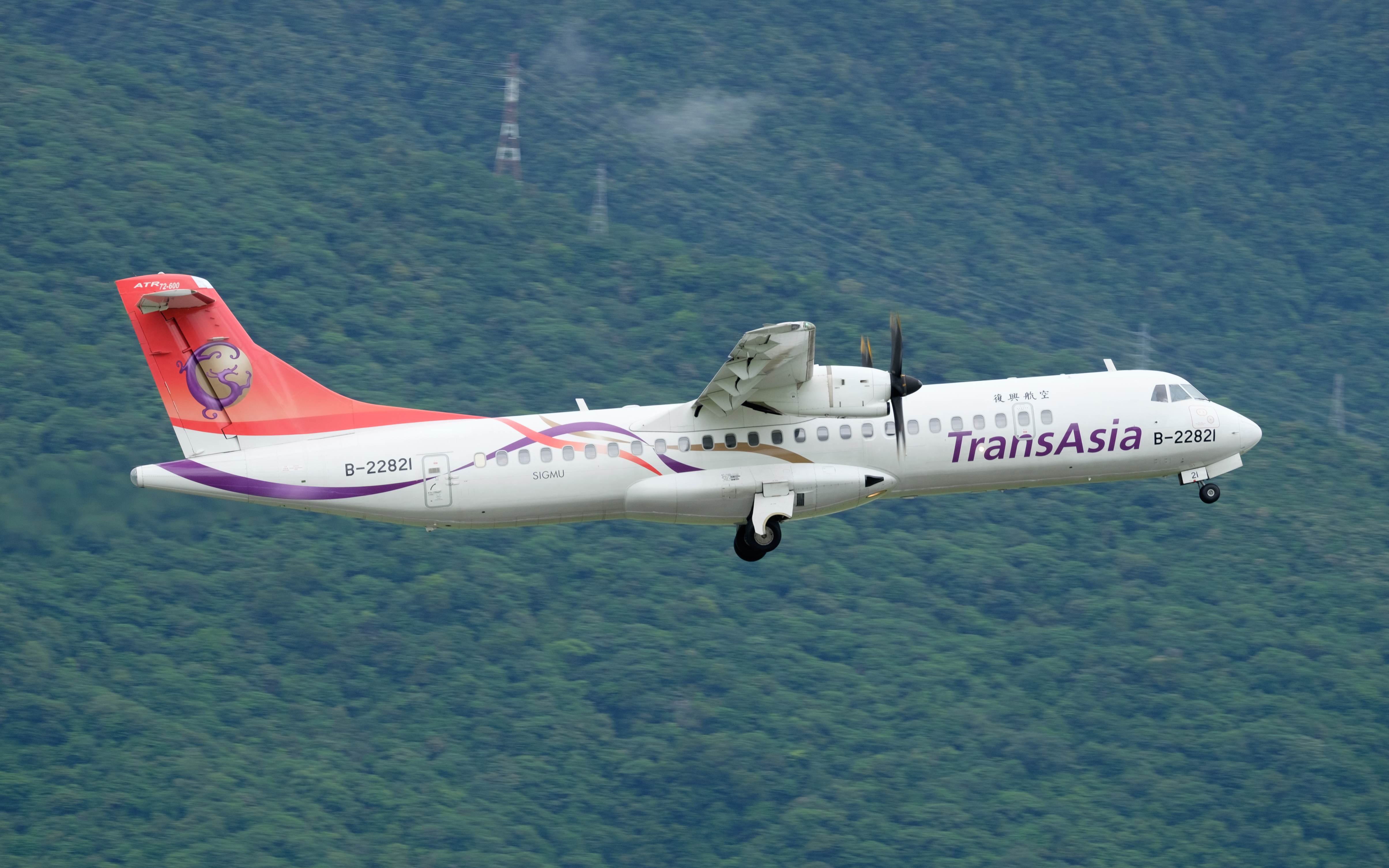
Un ATR 72-600.

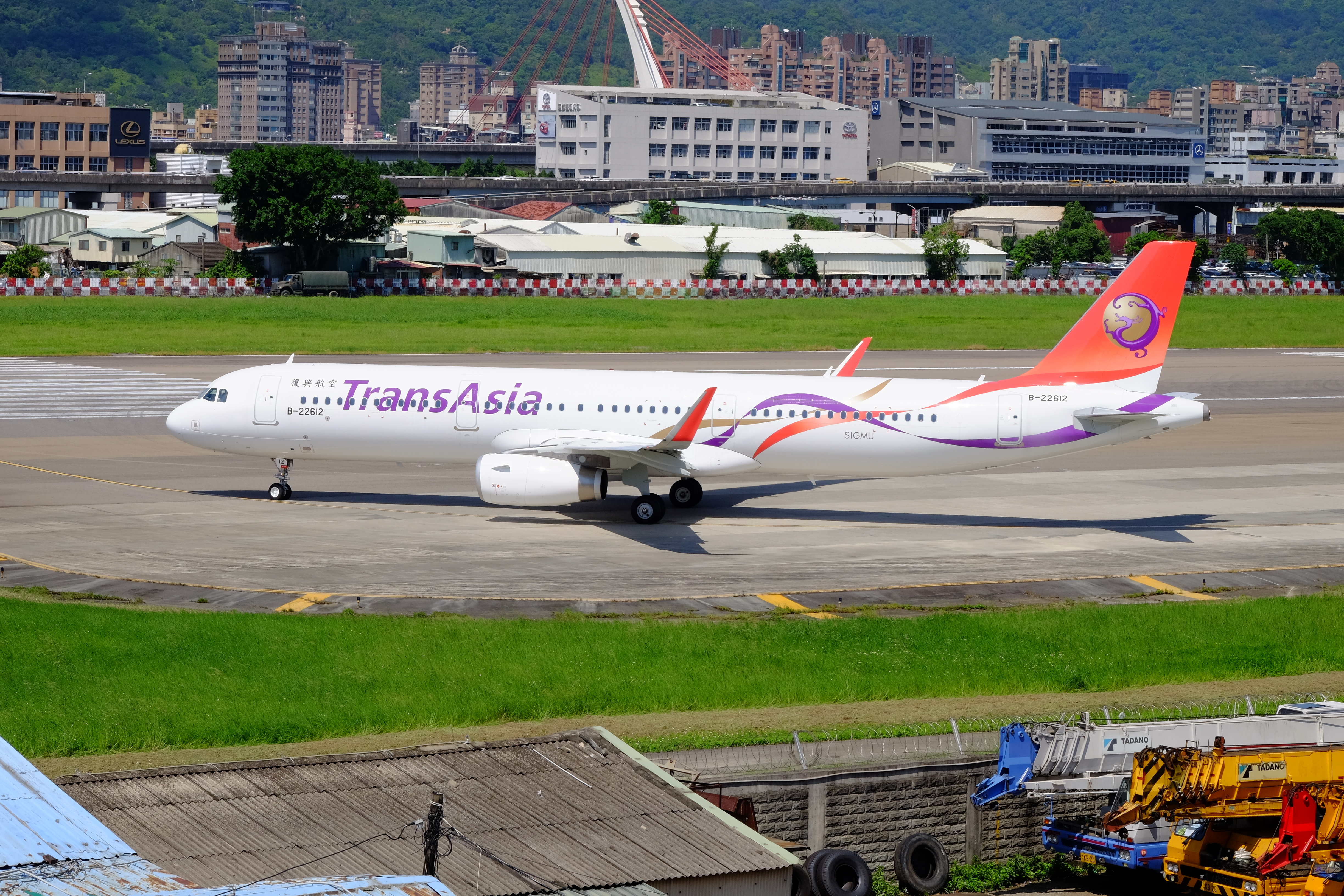
Un Airbus A321-200.

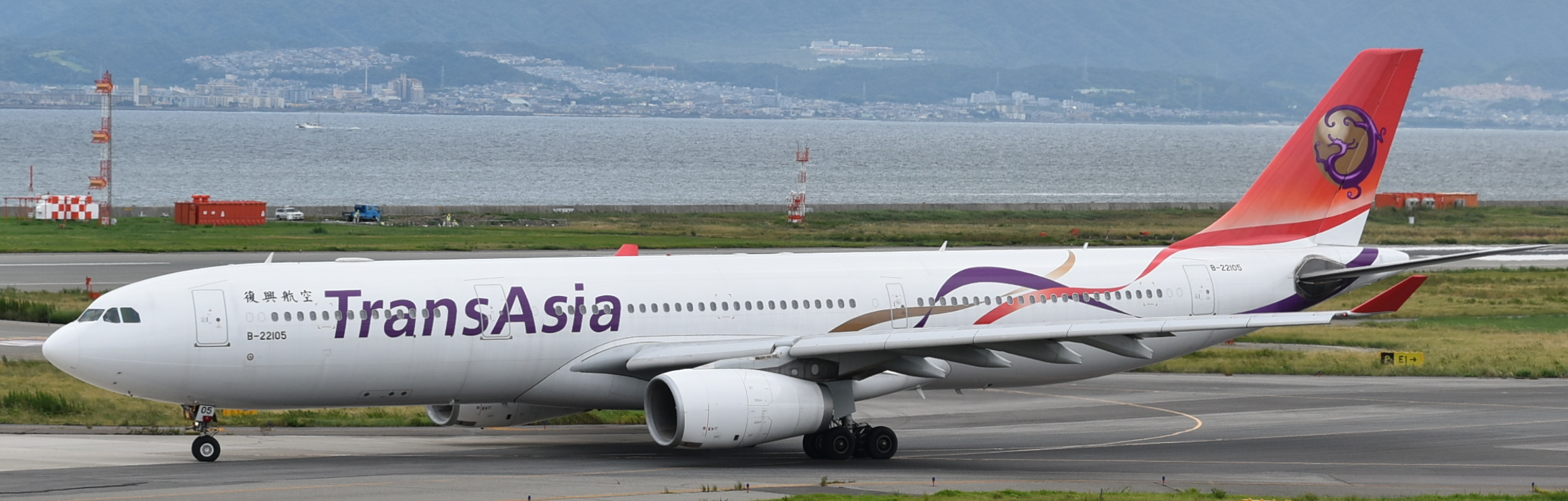
Un Airbus A330-300.

### Flotta alla chiusura
Al momento della chiusura a novembre 2016, la flotta di TransAsia Airways era composta dai seguenti aeromobili:

### Flotta storica
In totale, dal 1988 TransAsia Airways ha operato con i seguenti aeromobili:

## Incidenti
- Il 21 dicembre 2002 il Volo TransAsia Airways Cargo 791, effettuato con un ATR 72-200, è precipitato in mare a 17 km a sud-ovest della costa a causa della formazione di ghiaccio sulle ali, durante un volo da Taipei a Macao. Entrambi i membri dell'equipaggio morirono. L'indagine del Consiglio per la Sicurezza Aerea di Taiwan ha rilevato che l'incidente è stato causato dall'accumulo di ghiaccio intorno ai componenti principali delle ali causando impossibilità di governare il velivolo. Fu inoltre accertato che l'equipaggio non rispettò tutte le procedure a loro consigliate per via delle condizioni meteorologiche.[6]
- Il 23 luglio 2014, il Volo TransAsia Airways 222, operato da un ATR 72-500 che trasportava 54 passeggeri e 4 membri dell'equipaggio da Kaohsiung a Magong precipitava in condizioni meteorologiche avverse vicino all'Aeroporto di Magong, nelle isole Penghu, a Taiwan uccidendo 48 persone.[7] Il Final Report dell'Aviation Safety Council ha evidenziato gravi criticità nella condotta dei piloti, con mancato rispetto delle procedure di avvicinamento in condizioni IFR, evidente overconfidence del pilota ai comandi, imprecise o deficitarie comunicazioni fra i due membri dell'equipaggio di condotta, compliance non giustificata da parte del II pilota verso le pericolose decisioni del Comandante. Sono state anche evidenziate sistematiche non osservanze da parte della Compagnia alle cogenti raccomandazioni dell'ICAO, emesse dopo l'incidente al volo TransAsia Airways Cargo 791.[8][9]
- Il 4 febbraio 2015 un ATR 72-600 operante il Volo TransAsia Airways 235 precipitava nel fiume Keelung nei pressi di Taipei poco dopo il decollo. Le vittime furono 43. Anche in questo caso la scorretta sequenza delle procedure seguite dall'equipaggio di condotta, dopo un segnale di avaria proveniente da un propulsore, la cattiva comunicazione fra i piloti e la scarsa gestione dello stress operativo ha portato ad errori non recuperabili ed esiziali, come lo spegnimento dell'altro propulsore turboelica pur regolarmente funzionante, e contribuito in modo determinante a trasformare in disastro un inconveniente non eccezionale in fase di decollo; la cui corretta gestione è peraltro componente basica delle normali procedure di formazione e addestramento di un pilota.[10]